# BPP (複雜度)
在計算複雜度理論裡面，BPP是在多項式時間內以機率圖靈機解出的問題的集合, 並且對所有的輸入，輸出結果有錯誤的概率在1/3之內。BPP這個簡寫代表"Bounded-error"(有限錯誤)，"Probabilistic"(機率的)，"Polynomial time"(多項式時間)。
| BPP 演算法 (操作一次) | BPP 演算法 (操作一次) | BPP 演算法 (操作一次) |
| --------------------- | --------------------- | --------------------- |
|                       | 產生的答案            |                       |
| 正確 解答             | 是                    | 否                    |
| 是                    | ≥ 2/3                 | ≤ 1/3                 |
| 否                    | ≤ 1/3                 | ≥ 2/3                 |
| BPP 演算法 (操作k次)  |                       |                       |
|                       | 產生的答案            |                       |
| 正確 解答             | 是                    | 否                    |
| 是                    | > 1 − 2−ck            | < 2−ck                |
| 否                    | < 2−ck                | > 1 − 2−ck            |
| 對於某些常數 c > 0    |                       |                       |

要是一個問題在BPP集合裡面，則存在一個演算法，此演算法允許轉硬幣作隨機的決定，並在多項式時間內結束。 對這個演算法的任何輸入，他都要在小於1/3的錯誤概率之下給出正確判斷，不論這一個問題的答案是"正確"或者"錯誤"。
在這裡定義裡面的1/3是任意給定的。它可以是在 0 與 1/2(不包含0與1/2自身) 之間的 任意常數而BPP集合維持不變(當然這個常數必須跟輸入值為何無關)。原因在於，雖然這演算法有錯誤的機率，但是只要我們多進行幾次演算法，那多數的答案都是錯誤的機率會呈現指數衰減 （页面存档备份，存于）. 因此證明我們可以很簡單的架構一個更準確的演算法，僅僅單純多重複幾次這個演算法然後對每次的答案作多數決。
BPP是大小最大的幾個實際的問題類別之一，代表大多數的BPP問題都有有效率的概率演算法，因此以上倏地方法可以用現在的機器快速取得解答。因為這個原因，我們對哪一些問題或問題種類在BPP裡面有著實用方面的興趣。

## 定義
一個語言L在BPP裡面，若且唯若這語言存在一個概率圖靈機 M，另
- M對任何輸入均在多項式時間後停止
- 對任何字串x在L之內, 對M輸入x之後，M 輸出 1 的機率大於或者等於 2/3
- 對任何字串 x 不在 L之內, 對M輸入x之後，M 輸出 1 的機率小於或者等於 1/3

另外，BPP可以僅以決定性圖靈機定義。一個語言L是在BPP裡面若且唯若存在一個多項式p和一個決定性圖靈機M，滿足
- M對任何輸入均操作多項式時間之內
- 對任何字串x在L之內, 對長度為 p(|x|)的任意字串y ，滿足 M(x,y) = 1 這條件的機率超過或等於2/3
- 對任何字串 x 不在 L之內, 對長度為 p(|x|)的任意字串 y ，滿足 M(x,y) = 1 這條件的機率小於或等於1/3

## 與其他複雜度類別的關係
已知 BPP 在取補集之下有封閉性; 換句話說, BPP=Co-BPP。 BPP是否是NP的子集仍舊是一個公開的問題。 另外NP是否是BPP的子集也是個公開的問題; 如果是的話，則NP=RP並且PH {\displaystyle \subseteq } BPP() (大多數人認為不會，因為這代表對一些很難的NP-完全 問題有著實際的解法)。現在已知RP是BPP的子集，並且BPP是PP的子集。 尚不清楚這兩個是否為嚴格子集。 BPP包含在PH裡面。因此之故，P=NP代表BPP=P，因為PH在這時會變成P。 
存在特定夠強的偽亂數產生器 是這領域裡面大多數專家的猜想。這個猜想代表隨機性並不給予多項式計算更多的能力：換句話說，P=RP=BPP。注意一般的產生器並不足以表示出結果；使用典型的亂數產生器實做的任何概率演算法，與亂數的種子無關，對某一些特定的輸入會一直給出錯誤的答案(即使這一些輸入可能很稀少)。我們也可得到P = BPP ，若指數時間等級等同於E = {\displaystyle {\textrm {DTIME}}\left(2^{O(n)}\right)} (Babai et al.),或者若E有指數的電路複雜性 (Impagliazzo and Wigderson)。 又BPP包含在i.o.-SUBEXP = {\displaystyle \bigcap _{\varepsilon >0}{\hbox{i.o.-DTIME}}(2^{n^{\varepsilon }})}裡面，若EXPTIME並不等同於MA (Babai et al.).
一個Monte Carlo演算法是一個"差不多正確"的隨機演算法。
與跟它很像的拉斯維加斯演算法比較，後者則是一個永遠正確的隨機演算法，不過隨機性在於有可能會回傳推算失敗。多項式時間之內的拉斯維加斯演算法可以用來定義ZPP這個複雜度類。
BPP包含在P/poly裡面， 根據Adleman的理論，BPP是包含於P (複雜度)裡面的。; 的確，根據這個事實證明的結果，每一個BPP的演算法，只要輸入是有限長度的話，我們可以藉由一個決定性演算法去找足夠長的隨機字串來消除BPP的隨機特性。不過問題在於找到這個字串可能是很花費時間的事情。

## 其他特性
有很長一段時間, 一個非常有名的題目已知是BPP但不確定是否是P，是質數檢測，也就是求一個給定的數字是否是質數。 然而,在2002年的論文 PRIMES is in P, Manindra Agrawal 與他的學生 Neeraj Kayal 和 Nitin Saxena為了這個問題找到了一決定性，多項式時間的演算法，因而證實這個問題是在P裡面。
一個很重要的範例問題已知在BPP內 (事實上在co-RP內)，但不知道是否在P之內。這問題是等同多項式檢定, 這問題在於決定一個多項式是否完全等同於一個零多項式。 換句話說，是否存在任何變數數值的組合令這個多項式的結果不為零？ 這題目應均勻且隨意的從一個至少 d個值的有限集合取變數的值來達到有限機率的錯誤(d代表多項式的總次數)。
BPP是低對應於自己 , 代表一個能在常數時間內解決BPP問題的BPP機器 (一個BPP 啟示圖靈機) ，他的運算能力並不因此比沒有這能力的機器更強(或說，兩個不同機器定義出來的問題種類維持不變)。
BPP這個語言集合是以一個普通的圖靈機加上一個亂數的來源來定義。  相對應的量子計算機語言集合則是BQP。
任何在BPP裡面的語言可以被多項式大小的布林線路來決定 (參見P/poly).

## 外部連結
- Princeton CS 597E: Derandomization paper list
- Harvard CS 225: Pseudorandomness